# Grote gele glanskever
De grote gele glanskever (Cychramus luteus) is een keversoort uit de familie glanskevers (Nitidulidae).

## Beschrijving
De grote gele glanskever is 3.2 tot 5.6 millimeter groot, wat relatief groot is voor een glanskever. Het exoskelet is geelbruin en bezet met fijne haartjes. De laatste drie segmenten van de antennes zijn breed en donkerbruin. 

## Verspreiding en leefwijze
De grote gele glanskever komt voor in Europa en is een algemene soort in België en Nederland. Van mei tot september zijn de volwassen kevers te vinden in bosranden en open plekken in het bos. Ze voeden zich met stuifmeel op bloemen. Ook bezoeken ze bijenkorven, waar ze zich voeden met op de grond gevallen stuifmeel. De larven ontwikkelen zich mogelijk op schimmels.